# David A. King (historien)
Pour les articles homonymes, voir David King (homonymie), David A. King et King.
David A. King (né en 1941) est un orientaliste britannique et un historien de l’astronomie, spécialiste des instruments arabes médiévaux.

## Biographie
David A. King est né au Royaume-Uni en 1941. Son père, Henry C. King (1915-2005), est l'auteur de plusieurs ouvrages sur l'astronomie et les instruments comme The History of the Telescope (1956) et The Background to Astronomy (1957). Il effectue sa scolarité à la Royal Grammar School de High Wycombe, de 1952 à 1959. Pendant ses études en mathématiques au Jesus College, à Cambridge, de 1960 à 1963, il commence à voyager en Europe et au Moyen-Orient. Il passe un Bachelor of Arts en 1963, puis l’enseignement à l'université d'Oxford en 1964. Après quoi il enseigne les mathématiques et l'anglais au Soudan, jusqu'en 1967. Il obtient son Master of Art de Cambridge en 1967 et entre à Yale (New Haven, Connecticut) en 1968 pour mener des études en langues et littératures du Proche-Orient. Il y rencontre plusieurs professeurs et étudiants qui vont l'initier et le guider : « Le professeur Franz Rosenthal m'a appris à lire les manuscrits arabes [...] le professeur Bernard Goldstein m'a présenté les manuscrits scientifiques arabes [...] et le professeur Asger Aaboe m'a appris des choses qui ne sont consignées dans aucun livre. Lors d'un séminaire à l'Université Brown, j'ai rencontré le professeur E. S. Kennedy, le principal universitaire en histoire de l'astronomie arabe, qui était à l'époque en congé de l'Université américaine de Beyrouth. Grâce à ces rencontres personnelles et académiques, mon destin professionnel a été décidé. Il était assez évident pour moi que l'histoire des sciences arabes était un domaine passionnant dans lequel mener des recherches sur les sources primaires. »
C'est donc à Yale qu'il se tourne particulièrement vers l'étude de l'astronomie arabe. Sa thèse de doctorat — The Astronomical Works of Ibn Yunus, qui lui a été suggérée par son professeur Bernard R. Goldstein et soutenue à Yale en 1972 — l'a conduit à l'université américaine de Beyrouth et a nécessité l'aide de plusieurs chercheurs comme Edward S. Kennedy et George Saliba (pour les zij notamment), Frans Bruin (observations astronomiques), Owen Gingerich (astrolabes et l’utilisation des outils informatiques), des déplacements dans plusieurs bibliothèques (comme Oxford, Alep, Le Caire) pour accéder aux manuscrits ou consulter des microfilms,.

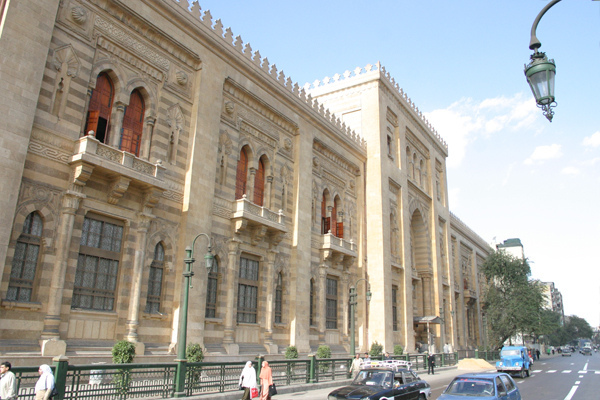
Bibliothèque nationale d'Égypte.

Par la suite il dirige un projet d'histoire de l'astronomie arabe financé par la Smithsonian Institution (Foreign Currency Program) du Centre de recherche américain en Égypte (1972-1979), répertoriant 2 500 manuscrits scientifiques à la Bibliothèque nationale égyptienne et utilisant le Caire comme base pour la recherche dans les bibliothèques de manuscrits du monde entier.
Il retourne alors aux États-Unis et est nommé professeur agrégé puis professeur ordinaire de langues et littératures du Proche-Orient à l'université de New York (1979-1985). À partir de 1985, il enseigne l'histoire des sciences à l'université Johann Wolfgang Goethe de Francfort-sur-le-Main où il dirige l'Institut d'histoire des sciences jusqu'en 2007,.

## Travaux
« Au cours des trois dernières décennies, David A. King a été l'un des auteurs les plus prolifiques et les plus exigeants de l'histoire des sciences dans les sociétés musulmanes. Inspiré par Carl Schoy, Otto Neugebauer et Edward S. Kennedy, et guidé au départ par Bernard R. Goldstein, il a considérablement étendu les domaines de recherche en histoire de l'astronomie mathématique, de l'astronomie populaire, des instruments astronomiques et de la géographie mathématique et cartographie. »

— Sonja Brentjes, Benno Van Dalen et François Charette, 2002, Early Science and Medicine

### Astronomie dans le monde arabo-musulman
En 1972 il soutient sa thèse de doctorat (Ph.D), intitulée The Astronomical Works of Ibn Yunus, dans laquelle il analyse les travaux en astronomie de Ibn Yunus, notamment son ouvrage al-Zij al-Kabir al-Hakimi.
Cette même année il prend part à un projet au Centre de recherche américain en Égypte financé principalement par la Smithsonian Institution. Le but de ce projet est de répertorier les manuscrits en langue arabe, perse et turque de la Bibliothèque nationale égyptienne et traitant d'astronomie, de mathématiques, d'optique et d'astrologie. King dirige sur place ce projet sur plusieurs années, aidé ponctuellement par d'autres chercheurs comme Edward S. Kennedy (qui est son principal consultant) et J. Ragep. Il se conclut par la publication en deux volumes d'un catalogue en langue arabe (1981 et 1986) répertoriant 2 500 manuscrits. Ces deux volumes sont complétés en 1986 par A Survey of the Scientific Manuscripts in the Egyptian National Library (une étude) et plus de vingt ans plus tard par An Index of Authors to A Survey of the Scientific Manuscripts in the Egyptian National Library. Le premier volume en arabe contient des informations de base comme les noms des auteurs, les titres, les dates des copies et les noms des copistes. Le second volume en arabe se compose d'extraits ordonnés chronologiquement et par thème. De nombreux manuscrits n'ayant jamais été analysés, l'étude — qui résume principalement le volume 2 et prolonge les travaux bio-bibliographiques antérieurs de Heinrich Suter, Henri-Paul-Joseph Renaud, Max Krause, Carl Brockelmann, Fuat Sezgin, Charles Ambrose Storey, Galina Matvievskaïa, Boris Rosenfeld et Edward Stewart Kennedy — peut servir de guide pour les travaux de recherches et l'ensemble (catalogues et étude) les rend ainsi plus faciles.

« Vu la difficulté d’obtenir des microfilms, les copies des manuscrits du Caire disponibles en Europe sont d'une utilité limitée pour les chercheurs hors du Caire, sauf si les manuscrits sont de très bonnes copies et les chercheurs exceptionnellement chanceux. Le principal avantage de la collection du Caire est sa taille et la disponibilité en un seul endroit de nombreuses œuvres, dont les autres copies connues sont dispersées dans toute l'Europe et le Proche-Orient. »

— David A. King, 1986, A Survey of the scientific manuscripts
Pendant cette période au Caire, il a publié plusieurs autres études — dans le prolongement de sa thèse sur Ibn Yunus ou élargissant celle-ci — et les zij et autres tables, trop nombreux et nécessitant des travaux plus poussés, ont également été étudiés par King dans ses travaux ultérieurs.

« Le but du zij était de fournir aux astronomes tout ce dont ils avaient besoin en termes de théorie et de tables pour des tâches telles que le calcul des positions (longitudes et latitudes) du Soleil, de la Lune et des cinq planètes visibles à l’œil nu, et l'heure de la journée ou de la nuit en fonction de l'altitude du soleil ou des étoiles. »

— David A. King, Julio Samso et Bernard R. Goldstein, Astronomical Handbooks and tables

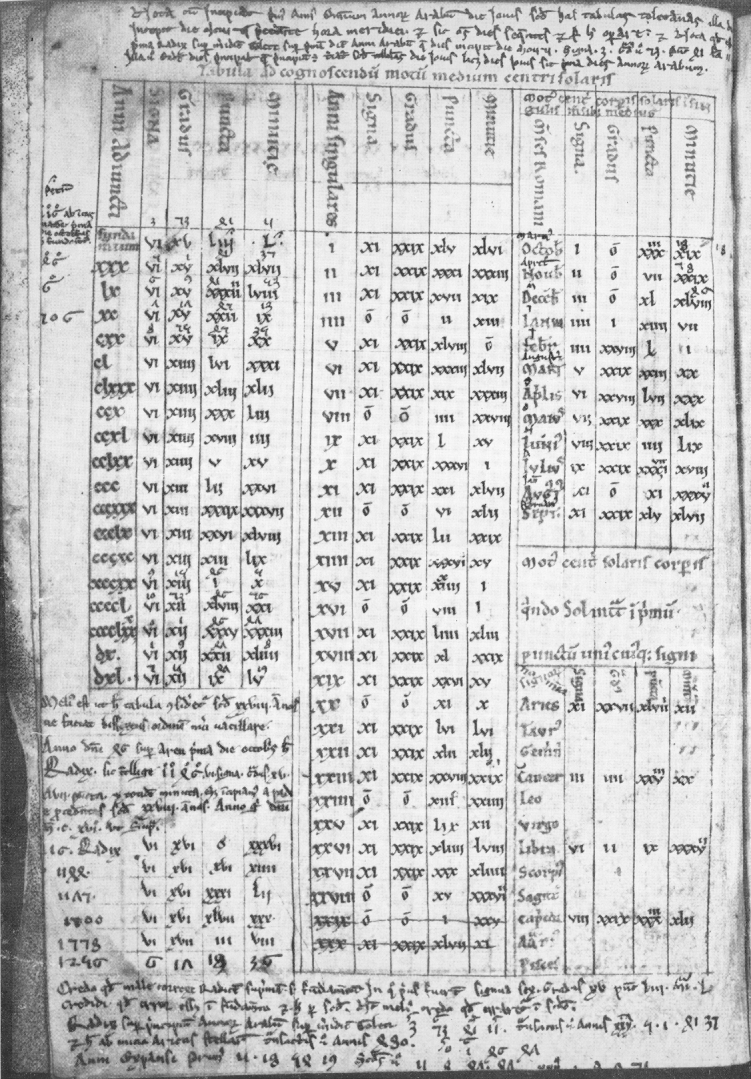
Tables astronomiques d'al-Khwārizmī.

À partir des travaux publiés en 1956 par Edward Stewart Kennedy, répertoriant près de 125 zîjes, King collabore avec lui et ils en ajoutent une centaine. Outre les zijes, King — et ce dès l'élaboration de sa thèse — décèle parmi les divers manuscrits explorés des tables au but bien précis. Ces tables, abondantes, peuvent éventuellement se trouver aussi dans les zijes, mais nombre d’entre elles sont généralement produites à part comme les tables attribuées à Ibn Yunus qui servent notamment à la détermination des moments de prières et qui sont distinctes de son zij.

« Dans l'islam, plus que dans toute autre religion, des méthodes scientifiques ont été mises en oeuvre pour concourir à divers aspects de l'organisation matérielle de la vie religieuse. »

— David A. King, La science au service de la religion : le cas de l'islam
La science au service de l'islam — c'est-à-dire les méthodes scientifiques servant à organiser la vie religieuse — a été l'objet de plusieurs publications de King. Il y a pour lui trois composantes principales : la régulation du calendrier lunaire ; l'organisation des cinq prières quotidiennes ; et la détermination de la direction sacrée (qibla) vers la Kaaba sacrée à La Mecque. Les écrits en astronomie des scientifiques du monde arabo-musulman relatifs à la résolution des problèmes posés par ces trois composantes en relation directe avec la pratique de l'islam ont été peu étudiés. De plus, il existe un autre type de pratique de l'astronomie — non mathématique —, une astronomie dite populaire. Ces deux activités, l'une scientifique, l'autre populaire, se fondent sur deux héritages différents. La pratique scientifique — l'astronomie mathématique — se développe principalement sur les bases des travaux grecs et indiens alors que la pratique populaire est héritée directement des habitants de l'Arabie préislamique et elle est faite d'observations. Dans ce cadre, les travaux de King consistent à analyser d'un côté les manuscrits relatifs à la pratique scientifique et de l'autre ceux relatifs à la pratique populaire. Afin de résoudre les problèmes liés à la pratique de l'islam, la science populaire pratiquée dans le monde arabo-musulman utilise des techniques simples d'observation du soleil, de la lune, des étoiles voire des vents'. D'un autre côté, les astronomes vont également tenter de résoudre ces problèmes en alliant observations et théories, développant des outils mathématiques puissants faisant appel à des concepts comme la trigonométrie sphérique, construire des tables de calcul ou encore des instruments. Une partie de ses différentes études sur les développements scientifiques réalisés dans le monde arabo-musulman pour répondre à ces problèmes sont compilées dans son ouvrage de 1993 (King 1993). De par leurs aspects religieux, les principales sources étudiées par King ont rarement été transmises à l'Europe et ont donc été peu traduites et étudiées. King analyse l'interaction entre ces deux courants culturels, religieux et scientifique, et l'influence que le premier exerça sur le second — poussant ainsi les scientifiques à développer des outils mathématiques sophistiqués pour résoudre les problèmes liés à la pratique de l'islam (par exemple pour déterminer la qibla). Mais ces interactions entre les sphères religieuse et scientifique n'ont pas été suivies d'une utilisation courante des solutions trouvées par les astronomes, au contraire les solutions dérivées de l'astronomie populaire étaient employées quotidiennement.
Le premier volume de son œuvre majeure intitulé In Synchrony with the Heavens (2004) contient les premières descriptions des tables astronomiques utilisées par les astronomes musulmans pour la mesure du temps par le soleil et les étoiles et pour la régulation des temps de prière musulmane définis astronomiquement tout au long de l'année pour différentes localités. La sophistication de certaines de ces tables et de ces instruments est remarquable, en particulier ceux qui sont universels, au sens de servir pour toutes les latitudes. La manière dont les astronomes musulmans ont compilé toutes les fonctions concevables en rapport avec les problèmes de l’astronomie sphérique est également remarquable. La grande majorité de ces tables étaient inconnues dans l'Europe médiévale, raison pour laquelle elles n'ont été révélées qu'à l'époque moderne.

### Instruments astronomiques

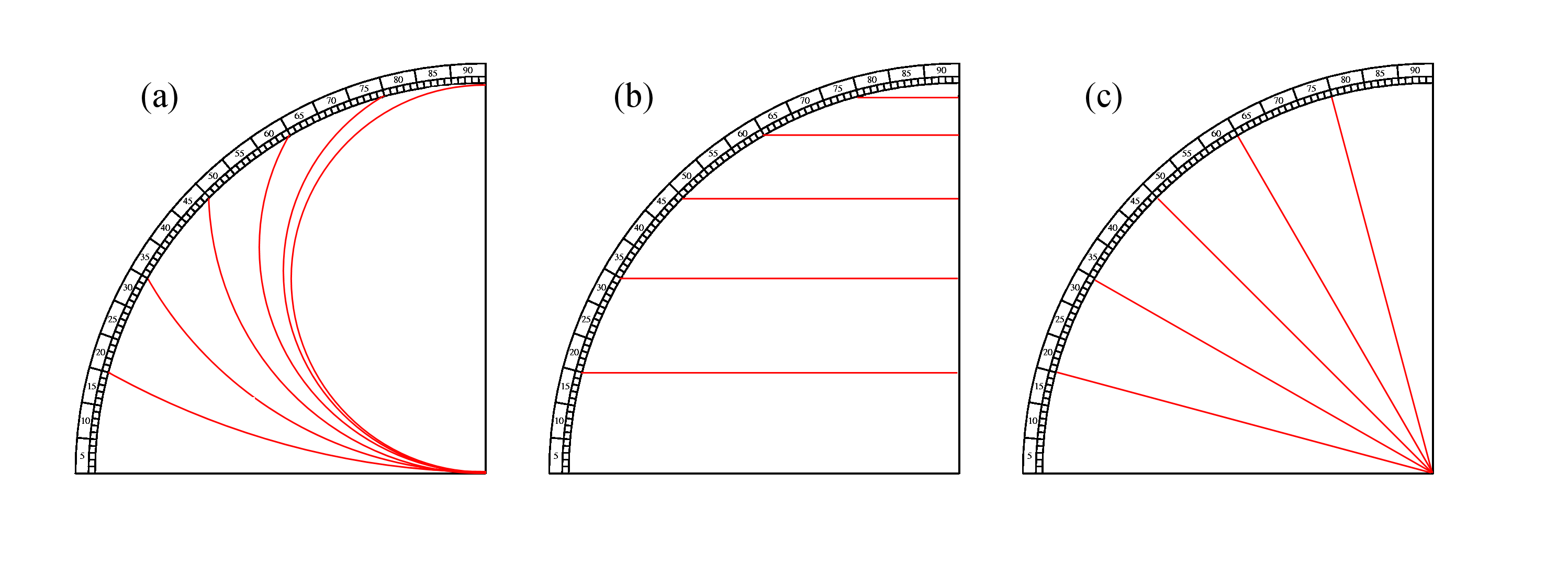
Schéma de trois types de quadrants anciens arabes (Quadrans Vetus), IXe siècle, d'après François Charette

Le deuxième volume de l'ouvrage de King In Synchrony with the Heavens (2005) traite des instruments que les astronomes musulmans ont également utilisés : cadrans solaires, astrolabes et quadrants. Des descriptions détaillées de tous les instruments connus de l'Orient islamique jusqu'en 1100 sont présentées, ainsi que de nombreux autres instruments d'importance historique. Beaucoup sont des œuvres d'art scientifiques. Les principales pièces sont (1) l'astrolabe spectaculaire de l'astronome Hâmid ibn Khidr al-Khujandî du Xe siècle, fabriqué à Bagdad en 984; (2) l'astrolabe universellement universel d'Ibn al-Sarrâj, construit à Alep en 1327 et qui est l'astrolabe le plus sophistiqué jamais fabriqué ; (3) et un astrolabe du XIVe siècle avec des inscriptions en hébreu, en latin et en arabe, fabriqué à Tolède puis emmené à Alger.
King est le premier à étudier les instruments astronomiques médiévaux, d’abord islamiques, puis européens, comme sources historiques méritant le même respect que les manuscrits. Plusieurs des plus importants historiquement avaient été déclarés suspects ou falsifiés par des collègues qui ne connaissaient pas le langage des instruments. Un astrolabe signé par le sultan al-Ashraf, yéménite de la fin du XIIIe siècle, avait été déclaré faux, car soi-disant « il n'y avait pas d'astronomie au Yémen ». En fait, il s'agit de l'un des six astrolabes décrits par les enseignants du sultan dans un texte annexé à un traité extrêmement sophistiqué sur la construction et l'utilisation de l'astrolabe rédigé par le sultan al-Ashraf lui-même. Le plus vieil astrolabe latin, issu de la Catalogne du Xe siècle, avait besoin d'être réintégré après avoir été déclaré faux par des érudits maîtrisant uniquement la tradition textuelle de l'astrolabe médiéval. King publia des listes de tous les instruments médiévaux connus, islamiques et occidentaux, classés chronologiquement par région (dans la mesure du possible), afin de faciliter les recherches futures, ainsi que le catalogue en préparation, disponible en ligne. Il a également pu montrer que divers instruments longtemps réputés être d'inspiration européenne médiévale, tels que le quadrant universel d'horaires avec échelle solaire-calendaire mobile (Espagne du XIIe siècle) et le dispositif d'horlogerie universelle pour le chronométrage par le soleil connu sous le nom de Des navicula de Venetiis (Angleterre du XIVe siècle) ont en fait été conçus à Bagdad au IXe siècle, de même que le dispositif d'horlogerie universelle pour la mesure du temps par les étoiles.

### Une notation numérique oubliée du Moyen Âge

Système de numération médiéval, Type II.c ("Cistercien standard") selon David A. King.

Un astrolabe français de Picardie du XIVe siècle, dont les chiffres sont codés dans des chiffres monastiques ingénieux, a fait l'objet d'un livre : The Ciphers of the Monks (2001). Cela témoigne des origines de la notation dans la tachygraphie grecque antique par les monastères cisterciens en Angleterre et dans ce qui est maintenant le pays frontalier entre la Belgique et la France du Moyen Âge jusqu'à son après-vie dans les livres de la Renaissance. La notation remarquable permet de représenter chaque nombre de 1 à 9 999 par un chiffre unique,.

### Le premier instrument scientifique de la Renaissance

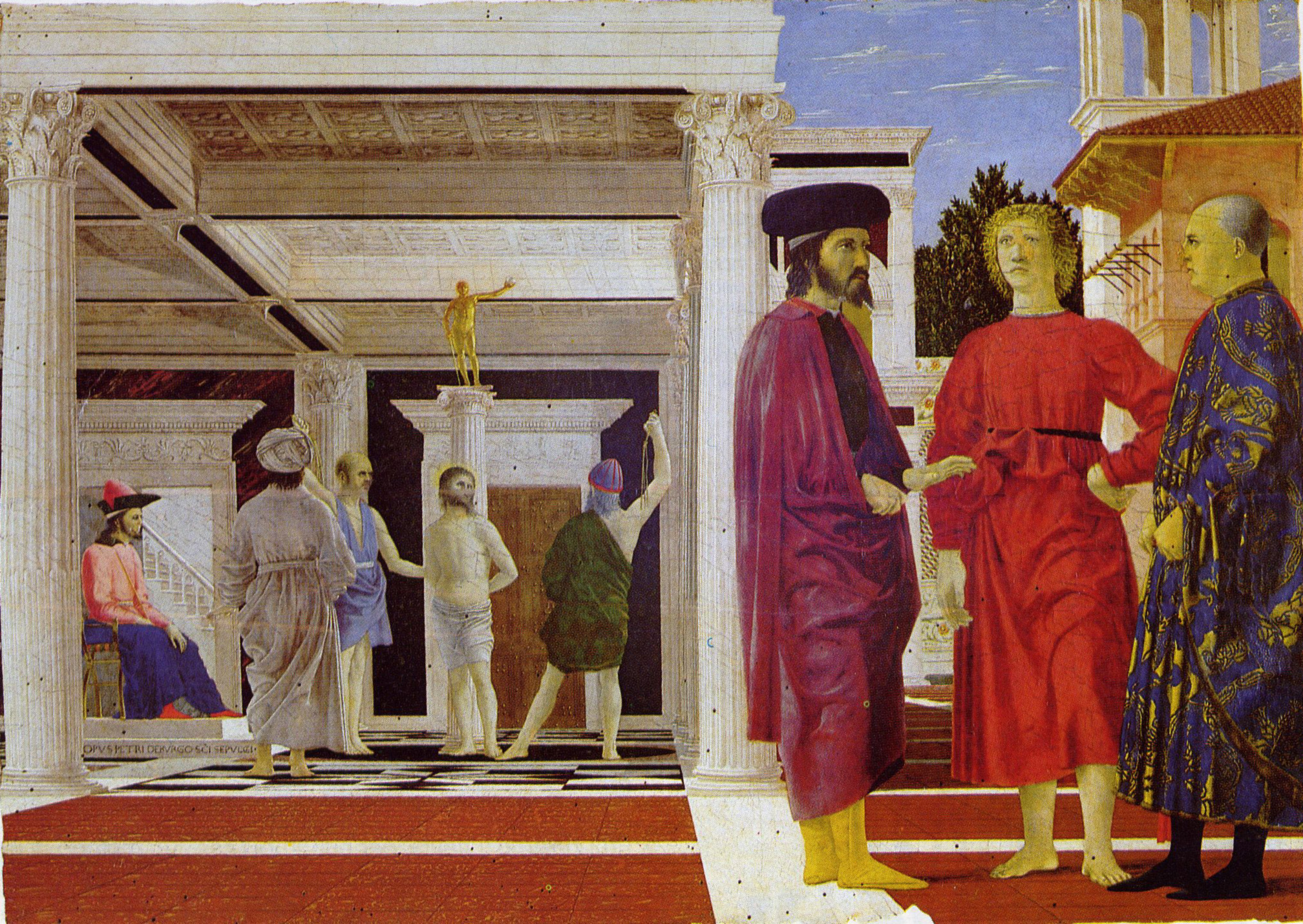
La Flagellation du Christ par Piero della Francesca.

Le magnifique petit astrolabe dédié par le jeune astronome allemand Regiomontanus à son parrain, le cardinal grec Bessarion à Rome en 1462, jugé suspect par des « experts » après sa vente aux enchères chez Christie's sur la base d'une description précise de l'expert, fait partie de la douzaine d'astrolabes de la même école de Vienne conservés dans les musées du monde entier. Une image d'ange défie l'identification jusqu'à ce que l'on se rende compte que Bessarion a été nommé d'après l'un des premiers Égyptiens vénérés comme un ange dans la liturgie byzantine. De plus, la dédicace latine est un acrostiche avec des significations cachées et ses axes verticaux délimitent huit espaces contenant des lettres identifiant (plus d'une fois) les huit personnages représentés dans l'énigmatique tableau La Flagellation du Christ de Piero della Francesca. Il semble que le concept de la peinture et les personnes qu’il décrit soient dérivés de l’épigramme. Le tableau est polysémique, de même que les images des huit personnes qu’il contient et même la statue d’un dieu classique au sommet de la colonne derrière Jésus. Cela explique la difficulté qu'il a présentée aux historiens de l'art au cours des 200 dernières années. Une cinquantaine d'interprétations différentes des identités des trois modernes à droite du tableau ont été proposées, et bon nombre d'entre elles se sont révélées appropriées, même lorsqu'elles sont incompatibles. Comprendre l'astrolabe et son inscription en latin, ainsi que la nature, la signification et le potentiel de l'acrostique et des combinaisons de lettres qu'il contient est essentiel avant de pouvoir apprécier les personnages représentés dans le tableau. Après avoir déchiffré ces jeux de la Renaissance, nous savons maintenant, par exemple, que l'ange de l'astrolabe, Saint Bessarion, a inspiré la figure angélique du tableau, qui représente Regiomontanus ainsi que trois jeunes décédés récemment disparus du cercle de Bessarion. King documente ces révélations dans Astrolabes and Angels, Epigrams and Enigmas – From Regiomontanus’ acrostic for Cardinal Bessarion to Piero della Francesca's ‘Flagellation of Christ’ paru en 2017.

## Prix et distinctions
En 2013, King reçoit la médaille Alexandre-Koyré de l'Académie internationale d'histoire des sciences pour l'ensemble de son œuvre. Pour l'ensemble de ses travaux, il est lauréat en 1996 du prix Paul-Bunge pour l'histoire des instruments scientifiques.

## Vie privée
King est marié depuis 1969 à Patricia Cannavaro King et le couple a deux fils et une petite-fille. Il partage sa résidence entre la ville de Francfort et un petit village du sud de la France.

## Publications

### Livres
- Catalogues, étude et index des manuscrits de la Bibliothèque nationale égyptienne
  - (ar) David A. King, A Catalogue of the Scientific Manuscripts in the Egyptian National Library, vol. 1 : A critical handlist of the scientific collections – Indexes of copyists and owners, General Egyptian Book Organization, 1981
    - James Weinberger, « Review of Fihris al-makhṭūṭāt al-ʿīlmī al-mahfūzah bi-Dār al-Kutub al-Miṣrīyah. al-Juzʾ al-awwal, Qāʾimȧt al-makhṭūṭāt al- ilmī al-maḥfūẓah bi-Dār al-Kutub al-Miṣrīyah. Fahāris al-nāsikhin wa-al-mālikin (A Catalogue of the Scientific Manuscripts in the Egyptian National Library. Part I, A Critical Handlist of the Scientific Collections », MELA Notes, no 28,‎ 1983, p. 28–30 (ISSN 0364-2410, JSTOR 29785203)

  - (ar) David A. King, A Catalogue of the Scientific Manuscripts in the Egyptian National Library, vol. 2 : Descriptive catalogue arranged chronologically according to subjects – Indexes of authors and titles, General Egyptian Book Organization, 1986
  - (en) David A. King, A Survey of the scientific manuscripts In the Egyptian National Library, Eisenbrauns, 1986, 331 p. (ISBN 0-936770-12-0, lire en ligne).
    - (en) Jan P. Hogendijk, « A Survey of the Scientific Manuscripts in the Egyptian National Library », Journal of the American Oriental Society, vol. 109, no 4,‎ 1989, p. 698-99 (ISSN 0003-0279, DOI 10.2307/604120)

  - (en) Benno van Dalen et David A. King (introduction), « An index of authors for the Survey of Cairo Scientific Manuscripts », Suhayl, vol. 7,‎ 2007, p. 9-46
- (en) David A. King, Mathematical astronomy in medieval Yemen : a biobibliographical survey, Malibu, Undena publications, 1983, 98 p. (ISBN 0-89003-098-7)
  - (en) Marina Tolmacheva, « Mathematical Astronomy in Medieval Yemen: A Biobibliographical Survey, by David A. King. (American Research Center in Egypt Catalogs Series 4.) Pp. xiii + 98, plates. Undena Publications, Malibu1983. $23.00/$16.00. », Middle East Studies Association Bulletin, vol. 18, no 1,‎ juillet 1984, p. 104–105 (ISSN 0026-3184, DOI 10.1017/S0026318400014565)
(en) J. N. Mattock, « Daid A. King: Mathematical astronomy in medieval Yemen: a biobibliographical survey. (American Research Center in Egypt. Catalogs). [xiii], 98 pp., 10 Plates. Malibu, California: Undena Publications, 1983. », Bulletin of the School of Oriental and African Studies, vol. 48, no 2,‎ juin 1985, p. 423–423 (ISSN 0041-977X, DOI 10.1017/S0041977X00034285)

- (en) David A. King, World-Maps for finding the direction and distance to Mecca : Innovation and tradition in Islamic science, Brill, 1999, 638 p. (ISBN 978-90-04-11367-1, lire en ligne)
- (en) David A. King, The Ciphers of the Monks: A forgotten number notation of the Middle Ages, Stuttgart, F. Steiner, 2001, 506 p. (ISBN 3-515-07640-9, lire en ligne)
- (en) David A. King, Astrolabes and angels, epigrams and enigmas – From Regiomontanus’ acrostic for Cardinal Bessarion to Piero della Francesca's ‘Flagellation of Christ’, Stuttgart, F. Steiner, 2007, 348 p. (ISBN 978-3-515-09061-2)

### Articles
King a publié de nombreux articles depuis 1972 dans plusieurs périodiques, ils ont pour la plupart été compilés (parfois mis à jour) et regroupés par thème.
- (en) David A. King, Islamic Mathematical Astronomy, Variorum Reprints, 1986, 342 p. (ISBN 0-86078-178-X) — Une 2nd édition révisée est publiée en 1993
  - (en) David Pingree, « Reviewed Work: Islamic Mathematical Astronomy by David A. King », Isis, vol. 80, no 2,‎ 1989, p. 310-311 (JSTOR 234619) ;
(en) Sonja Brentjes, « Islamic mathematical astronomy: By D. A. King. Collected Studies Series, CS 231. London (Variorum Reprints). 1986. 342 pp », Historia Mathematica, vol. 16, no 3,‎ 1989, p. 295 (DOI 10.1016/0315-0860(89)90030-X)

- (en) David A. King, Islamic Astronomical Instruments, Londres, Variorum Reprints, 1987, 350 p. (ISBN 0-86078-201-8)
  - (en) Sharon Gibbs Thibodeau, « Reviewed Work: Islamic Astronomical Instruments by David A. King », Isis, vol. 81, no 1,‎ 1990, p. 101-102 (JSTOR 234106)

- (en) David A. King, Astronomy in the Service of Islam, Aldershot (GB)/Brookfield (VT), Variorum Reprints, 1993, 333 p. (ISBN 0-86078-357-X)
  - (en) George Saliba, « Reviewed Work: Astronomy in the Service of Islam by David A. King », Isis, vol. 86, no 1,‎ 1995, p. 97-98 (JSTOR 236430) ;
(en) Raymond Mercier, « Studies in islamic astronomy », Journal for the history of astronomy, vol. 27,‎ 1996 (Bibcode 1996JHA....27..275K)

- David A. King, Julio Samsó et Bernard R. Goldstein, « Astronomical Handbooks and tables from the Islamic World (750-1900) : an Interim Report », Suhayl, vol. 2,‎ 2001 (lire en ligne)Version longue de l'entrée Zidj de l'Encyclopédie de l'Islam
- (en) David A. King, In Synchrony with the Heavens, Studies in Astronomical Timekeeping and Instrumentation in Islamic Civilization, Brill
  - (en) David A. King (trad. de l'arabe), In Synchrony with the Heavens, Studies in Astronomical Timekeeping and Instrumentation in Islamic Civilization, vol. I : The Call of the Muezzin, Leiden, Brill, 2004, 930 p. (ISBN 90-04-12233-8)
  - (en) David A. King, In Synchrony with the Heavens, Studies in Astronomical Timekeeping and Instrumentation in Islamic Civilization, vol. II : Instruments of Mass Calculation, Leiden, Brill, 2005, 1066 p. (ISBN 90-04-14188-X)
    - (en) Benno Van Dalen, « In Synchrony with the Heavens. Studies in Astronomical Timekeeping... », Abstracta Iranica, vol. 29,‎ 2008 (lire en ligne) ;
(en) Nahyan Fancy, « In Synchrony with the Heavens: Studies in Astronomical Timekeeping and Instrumentation in Medieval Islamic Civilization. Vol. 1: The Call of the Muezzin. Vol. 2: Instruments of Mass Calculation. By David A. King. Leiden: Brill, 2004–2005. Vol. 1: pp. lvii + 930; vol. 2: pp. lxxvi + 1020. $575 (cloth). », Journal of Near Eastern Studies, vol. 73, no 1,‎ 2014, p. 169-171 (ISSN 0022-2968, DOI 10.1086/674807) ;
(en) Ihsan Hafez, « Book Review: in Synchrony with the Heavens: Studies in Astronomical Timekeeping and Instrumentation in Medieval Islamic Civilization, Volume One: the Call of the Muezzin (studies I-Ix Volume Two: Instruments of Mass Calculations (studies X-Xviii / Brill, 2004 & 2005) », Journal of Astronomical History and Heritage, no 9,‎ 2006 (Bibcode 2006JAHH....9..206H) ;
Mercè Comes, « Reviews », Suhayl, no 8,‎ 2008, p. 278-280 (lire en ligne) ;
(en) George Saliba, « Essay Review: In Synchrony with the Heavens », Journal for the History of Astronomy,‎ 2006, p. 233-238 (Bibcode 2006JHA....37..233K)

- (en) David A. King, Astrolabes from Medieval Europe, Farnham, Ashgate-Variorum, 2011, 404 p. (ISBN 978-1-4094-2593-9, présentation en ligne)
  - Sara J. Schechner, « Astrolabes from Medieval Europe by David A. King », Aestimatio, vol. 11,‎ 2014, p. 354-363 (lire en ligne) ;
Elly Dekker, « Book Review: Astrolabes from Medieval Europe », Journal for the History of Astronomy, vol. 43, no 2,‎ 2012, p. 249-250 (Bibcode 2012JHA....43..249D)

- (en) David A. King, Islamic Astronomy and Geography, Farnham, Ashgate-Variorum, 2012, 376 p. (ISBN 978-1-4094-4201-1)
  - Julio Samsó, « King, David A., Islamic Astronomy and Geography. Ashgate-Variorum. Farnham, Surrey, 2012. XLII + 376 pp », Suhayl, vol. 12,‎ 2013, p. 219-224 (ISSN 1576-9372, lire en ligne)

Et plusieurs autres se trouvent dans
- Muzaffar Iqbal, Islam and Science : Historic and Contemporary Perspectives, 4 vol.
  - (en) Islam and Science : Historic and Contemporary Perspectives, vol. III : New Perspectives on the History of Islamic Science, Farham, Ashgate, 2011, 546 p. (ISBN 978-0-7546-2914-6) et
  - (en) Islam and Science : Historic and Contemporary Perspectives, vol. IV : Studies in the Making of Islamic Science: Knowledge in Motion, Farnham, Ashgate, 2012, 552 p. (ISBN 978-0-7546-2916-0)

Il a également dirigé plusieurs ouvrages où sont compilés aussi des articles d'autres auteurs :
- David A. King (dir.) et Mary Helen Kennedy (dir.), Studies in the Islamic exacts sciences by E. S. Kennedy and former students, American University of Beirut, 1983 (BNF 34882572)
- David A. King (dir.) et George Saliba (dir.), From Deferent to Equant : A Volume of Studies in the History of Science in the Ancient and Medieval Near East in Honor of E. S. Kennedy, coll. « Annals of the New York Academy of Sciences » (no 500/1), 1987, 569 p. (présentation en ligne, lire en ligne)
  - (en) Emilie Savage-Smith, « Reviewed Work: From Deferent to Equant: A Volume of Studies in the History of Science in the Ancient and Medieval Near East in Honor of E. S. Kennedy by David A. King, George Saliba », Isis, vol. 81, no 1,‎ 1990, p. 102-103 (JSTOR 234107)

- Donald Hill et David A. King (dir.), Studies in Medieval Islamic Technology : From Philo to al-Jazari -  From Alexandria to Diyar Bakr, Variorum, 1998, 394 p. (ISBN 978-0-86078-606-1)

Il participe également à des ouvrages collectifs et encyclopédies :
- Encyclopédie de l'Islam
- Dictionary of Scientific Biography
  - Ibn al-Shâtir (vol XII, 1975) / Ibn Yûnus (vol XIV, 1976) / al-Khalîlî (vol VX - sup I -, 1978)
- Roshdi Rashed (dir.), Histoire des sciences arabes, vol. I : Astronomie, théorique et appliquée, 1997
  - Astronomie et société musulmane : qibla, gnomonique, mîqât
- Helaine Selin (dir.), Encyclopaedia of the History of Science, Technology, and Medicine in Non-Western Cultures, Springer, 1997
  - -Astronomical Instruments in the Islamic World / Astronomy in the Islamic World / Ibn al-Shâtir / Ibn Yûnus / al-Khalîlî / Maps and Mapmaking: Islamic World Maps Centered on Mecca / al-Mâridînî, Jamâl al-Dîn and Badr al-Dîn / Religion and Science in Islam, I: Technical and Practical Aspects
- Thomas Hockey (dir.), Biographical Encyclopedia of Astronomers, Springer, 2007
  - Ibn Yûnus / Ibn al-Shâtir / al-Khalîlî / Abū al‐ʿUqūl  / Hasan Husayn and Muhammad Husay